# アミラル・デュプレ (装甲艦)
|                    | |
| 艦歴               | |
| 発注               | ラ・セーヌ造船所 |
| 起工               | 1877年1月 |
| 進水               | 1879年9月11日 |
| 就役               | 1884年1月1日 |
| 退役               | |
| その後             | |
| 除籍               | 1906年 |
| 前級               | クールベ級 |
| 次級               | アミラル・ボーダン級 |
| 性能諸元（竣工時） | |
| 排水量             | 常備：11,030トン |
| 全長               | 97.5m 97.5m（水線長） |
| 全幅               | 20.0m |
| 吃水               | 8.5m |
| 機関               | 型式不明石炭専焼円缶12基 +直立2段膨張式レシプロ2基2軸推進                                                                                               |
| 最大出力           | 5,700hp |
| 最大速力           | 15.0ノット(機関航行時) |
| 航続距離           | 12ノット/2,580海里 |
| 燃料               | 800トン（石炭） |
| 乗員               | 750名 |
| 兵装               | 1875年型 34 cm（18口径）単装砲4基 1881年型 16 cm（28口径）単装砲1基 年式不明 14 cm（21口径）単装砲14基 47 mm回転式機関砲18基 35 cm水上単装魚雷発射管4門 |
| 装甲（鉄製）       | 舷側：260～550 mm バーベット：300mm |

アミラル・デュプレ  (Amiral Duperré) は、フランス海軍が建造した装甲艦である。本艦はイタリア海軍が建造したデュイリオ級に対抗すべく建造された艦である。設計はサバティエ。本艦は前級「クールベ級」の改良型である。

## 艦形と武装

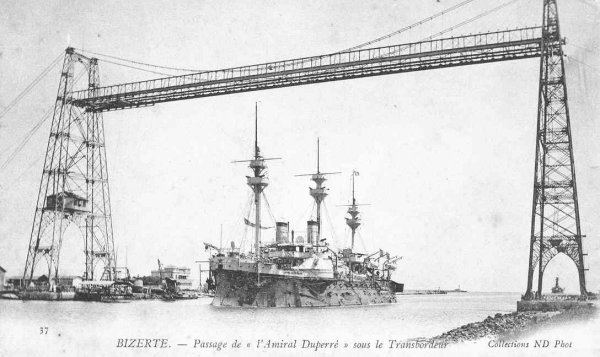
本艦のイラスト

船体の基本形状は前艦と同じく艦首水面下に衝角をもつ船体に3本のマストを持ち、煙突は断面が小判型の2本の煙突を左右に並列配置されている点は変わらないが、本艦の主砲は従来は舷側の砲郭部に配置されていたのを全て甲板上に配置した点が異なる。主砲の「1875年型 34cm（18口径）単装砲」は単装砲を厚さ300mmにもなる装甲で囲い、1番マストと艦橋の間に左右に1基ずつ2基、2番マストの背後に中心線上に1基、3番マストの背後に中心線上に1基の計4基である。この主砲配置により艦首方向に34cm砲2門、左右方向に34cm砲3門、艦尾方向に34cm砲1門が指向できた。

## 機関
本艦に搭載された主機関は船体中央部の主要防御区画内部に配置した石炭専焼円筒缶12基に直立型2段膨張式レシプロ機関2基2軸推進で変わらないが、最大出力は前級の8,100馬力から5,700馬力へと減少したが船体形状の改善により速力は15ノットを維持できた。10ノット巡航で2,850海里を航行することができた。

## 参考図書
「世界の艦船増刊　フランス戦艦史」(海人社)